# Hank Snow
Clarence Eugene „Hank“ Snow (* 9. Mai 1914 in Brooklyn bei Liverpool, Nova Scotia; † 20. Dezember 1999 in Madison, Tennessee) war ein kanadischer Country-Sänger. Seine Karriere begann Mitte der 1930er Jahre und dauerte fast fünf Jahrzehnte. Seine größten Erfolge hatte der „Singing Ranger“ in den 1950ern; seine bekanntesten Hits waren I'm Movin' On und I’ve Been Everywhere.

## Leben

### Anfänge
Hank Snow wuchs in der im äußersten Osten Kanadas gelegenen Provinz Nova Scotia auf. Seine Kindheit war nur in den ersten acht Jahren glücklich, dann ließen sich seine Eltern scheiden. Nach der erneuten Heirat seiner Mutter begann eine durch seinen gewalttätigen Stiefvater geprägte Leidenszeit. Im Alter von zwölf Jahren verließ Hank seine Heimat und verdingte sich als Schiffsjunge auf einem Frachter. Vier Jahre später kehrte er der Seefahrt den Rücken und nahm eine Reihe von Gelegenheitsjobs an Land an. Um 1929 hörte er erstmals Schallplatten von Jimmie Rodgers und war davon fasziniert. Er erstand eine billige Versandhausgitarre und begann, die Songs seines neuen Idols nachzuspielen.
1933 zog er in die Provinzhauptstadt Halifax. Es war die Zeit der Weltwirtschaftskrise, und das Überleben als ungelernter Arbeiter war schwierig. Snow nahm jede sich bietende Gelegenheit zu unbezahlten musikalischen Auftritten an. Schließlich gelang es ihm, bei einem lokalen Radiosender als „Hank, The Yodelling Ranger“ unterzukommen. Dennoch war seine finanzielle Lage verzweifelt schlecht, und er lebte zeitweilig von öffentlicher Unterstützung. 1935 heiratete er Minnie Blanch Aalders. Im folgenden Jahr bewarb er sich bei RCA-Victor um einen Schallplattenvertrag. Am 29. Oktober 1936 wurde in Montreal die ersten Aufnahmesession durchgeführt.
Hank Snows erste Single, mit den selbst komponierten Songs Prisoned Cowboy / Lonesome Blue Yodel, war noch kein Erfolg. In der nächsten Aufnahmesession Ende 1937 wurden weitere Songs für den kanadischen Markt produziert. Sein Bekanntheitsgrad stieg stetig an, die Abstände seiner Veröffentlichungen wurden kürzer. Er bekam eine eigene Radiosendung bei einem überregionalen Sender in Montreal und später in New Brunswick. Der Versuch, in den USA Fuß zu fassen, erwies sich als schwierig. Ein erster Anlauf in Hollywood scheiterte 1947. Erst zwei Jahre später erschien die erste Schallplatte von Hank Snow in den Vereinigten Staaten. Mittlerweile hatte er sein von Jimmie Rodgers inspiriertes Blue Yodeling abgelegt und trat als „Singing Ranger“ auf.

### Karriere
Ende der 1940er wurde Ernest Tubb auf den jungen Kanadier aufmerksam und ermöglichte ihm einen Auftritt in der Grand Ole Opry. Allerdings vermochte er das Publikum zunächst nicht zu überzeugen. Erst als ihm Ende 1949 mit Marriage Vow eine Platzierung in der Country-Top-10 gelang, war der Bann gebrochen. Der endgültige Durchbruch gelang wenig später mit dem selbstgeschriebenen Song I’m Movin’ On, der sich fast ein halbes Jahr lang an der Spitze der Country-Charts halten konnte. 1951 folgten die Nummer-1-Hits The Golden Rocket und The Rhumba Boogie. Zum Teil war der Erfolg seiner Begleitband zu verdanken, den Rainbow Ranch Boys, die bis Ende 1956 für ihn arbeiteten und wesentlich zu einem unverkennbaren Sound beitrugen.
Hank Snows Erfolg hielt bis Mitte der 1950er Jahre an. Größter Hit in dieser Zeit war 1954 I Don’t Hurt Anymore. Kurzzeitig wurde er zum Förderer eines jungen Sängers namens Elvis Presley. In diesen Jahren geriet die Country-Musik durch den alles überstrahlenden Erfolg des Rock ’n’ Roll in eine der tiefsten Krise ihrer Geschichte. Als Reaktion wurde der Nashville Sound entwickelt, mit dem durch eine Annäherung an die Popmusik das kommerzielle Überleben gesichert werden konnte. Snow hatte Probleme, sich auf die veränderte Lage einzustellen. Seine halbherzigen Rockabillyaufnahmen klangen wenig überzeugend, und auch mit dem Nashville Sound konnte er sich nicht anfreunden. Zwangsläufig ließen seine Verkaufszahlen nach, obwohl er weiterhin in den Charts vertreten war. 1962 gelang ihm mit I've Been Everywhere erneut ein Nummer-1-Hit, gefolgt von der Single Down a Dead End Street, die sich auf Rang zwei platzieren konnte. Es waren vor allem seine Auftritte in der Grand Ole Opry, die ihn im Blickpunkt der Öffentlichkeit hielten.
Etwas überraschend gelang ihm 1974 nach 38 Jahren im Musikgeschäft mit Hello Love ein weiterer Nummer-1-Hit. Es war sein letzter großer Single-Erfolg. Danach konzentrierte er sich auf die Produktion von Langspielplatten und auf Auftritte in der Grand Ole Opry. 1978 wurde er in die Nashville Songwriters Hall of Fame und ein Jahr später sowohl in die Country Music Hall of Fame als auch in die Canadian Music Hall of Fame aufgenommen. Im deutschsprachigen Raum gewann er Ende der 1970er unverhofft an Popularität, nachdem die Hamburger Country-Band Truck Stop mit dem Song Ich möcht' so gern Dave Dudley hör'n (... Hank Snow und Charley Pride ...) einen großen Hit hatte.
1981 entließ ihn RCA gegen seinen Willen nach 45 Jahren aus dem Schallplattenvertrag. Neben seinen Auftritten in der Grand Ole Opry engagierte er sich für soziale Belange. Die bitteren Erfahrungen seiner Kindheit in Erinnerung, gründete er eine Organisation gegen den Missbrauch von Kindern. 1974 schrieb er seine Autobiografie, The Hank Snow Story. 1985 veröffentlichte er mit Willie Nelson die Duett-LP Brand on My Heart mit Neueinspielungen einiger seiner größten Hits. Hank Snow starb am 20. Dezember 1999 in Tennessee im Alter von 85 Jahren.

### Familie
Einziges Kind von Hank und Minnie Snow war ein Sohn (* 1936), der nach Hanks frühem Idol den Namen Jimmie Rodgers Snow trägt. Dieser veröffentlichte in den 1950er-Jahren ebenfalls einige Country-Aufnahmen bei RCA Victor, zumeist mit seiner Band The Tennessee Playboys.

## Diskografie

### Alben
- 1955 – Just Keep A-Movin‘
- 1955 – Old Doc Brown & Other Narrations
- 1957 – Country & Western Jamboree
- 1957 – Hank Snow's Country Guitar
- 1958 – Hank Snow Sings Sacred Songs
- 1958 – When Tragedy Struck
- 1959 – Hank Snow Sings Jimmie Rodgers' Songs
- 1961 – Hank Snow's Souvenirs
- 1962 – Together Again
- 1963 – I've Been Everywhere
- 1964 – More Hank Snow Souvenirs
- 1964 – Songs of Tragedy
- 1964 – Reminiscing
- 1965 – Gloryland March
- 1965 – Heartbreak Trail-A Tribute to the Sons of the Pioneers
- 1966 – The Guitar Stylings of Hank Snow
- 1966 – Gospel Train-Hank Snow
- 1967 – Snow in Hawaii
- 1967 – Christmas with Hank Snow
- 1967 – Spanish Fire Ball and Other Great Hank Snow Stylings
- 1968 – Tales of the Yukon
- 1969 – Snow in All Seasons
- 1969 – Hits Covered by Snow
- 1970 – C.B. Atkins & C.E. Snow by Special Request
- 1970 – Hank Snow Sings (In Memory of Jimmie Rodgers)
- 1970 – Cure for the Blues
- 1971 – Tracks & Trains
- 1971 – Award Winners
- 1973 – Hank Snow Sings
- 1974 – Hello Love
- 1976 – Hank Snow Sings Grand Ole Opry Favorites
- 1976 – Live from Evangel Temple
- 1977 – Still Movin' On
- 1979 – Mysterious Lady
- 1979 – Lovingly Yours
- 1979 – Instrumentally Yours
- 1981 – Win Some, Lose Some, Lonesome

### Singles
- 1949 – Marriage Vow
- 1950 – Golden Rocket
- 1950 – I'm Movin' On
- 1951 – The Rhumba Boogie
- 1951 – Unwanted Sign upon Your Heart
- 1951 – Music Makin' Mama from Memphis
- 1952 – The Gold Rush Is Over
- 1952 – I Went to Your Wedding
- 1953 – Honeymoon on a Rocket Ship
- 1953 – Spanish Fire Ball
- 1953 – For Now and Always
- 1954 – I Don't Hurt Anymore
- 1954 – Let Me Go, Lover
- 1955 – Silver Bell
- 1956 – These Hands
- 1956 – Stolen Moments
- 1958 – Whispering Rain
- 1958 – Big Wheels
- 1959 – Doggone That Train
- 1959 – Chasin' a Rainbow
- 1959 – The Last Ride
- 1960 – Rockin', Rollin' Ocean
- 1960 – Miller's Cave
- 1961 – Beggar to a King
- 1961 – The Restless One
- 1962 – I've Been Everywhere
- 1963 – The Man Who Robbed the Bank at Santa Fe
- 1965 – The Wishing Well
- 1965 – The Queen of Draw Poker Town
- 1965 – I've Cried a Mile
- 1966 – The Count Down
- 1966 – Hula Love
- 1967 – Down at the Pawn Shop
- 1967 – Learnin' a New Way of Life
- 1968 – The Late and Great Love (Of My Heart)
- 1969 – Rome Wasn't Built in a Day
- 1969 – That's When the Hurtin' Sets In
- 1970 – Vanishing Breed
- 1970 – Come the Morning
- 1973 – North to Chicago
- 1974 – Hello Love
- 1974 – That's You and Me
- 1974 – Easy to Love
- 1975 – Merry-Go-Round of Love
- 1975 – Hijack
- 1975 – Colorado Country Music
- 1976 – Who's Been Here Since I've Been Gone
- 1976 – You're Wondering Why
- 1977 – Trouble in Mind
- 1978 – Nevertheless
- 1978 – Ramblin' Rose
- 1979 – The Mysterious Lady from St. Martinique
- 1979 – It Takes Too Long
- 1980 – Hasn't It Been Good Together

## Auszeichnungen und Ehrungen
- 1978: Aufnahme in die Nashville Songwriters Hall of Fame
- 1979: Aufnahme in die Country Music Hall of Fame
- 1985: Aufnahme in die Canadian Country Music Hall of Fame
- 1994: Ehrendoktorwürde der Saint Mary’s University Halifax
- 1997: Aufnahme in die Nova Scotia Country Music Hall of Fame

## Biografie
- 1994 – The Hank Snow Story

## Trivia
Die deutsche Country-Band Truck Stop hat Hank Snow in ihrem Lied Ich möcht’ so gern Dave Dudley hör’n in den Zeilen „Ich möcht’ so gern Dave Dudley hören, Hank Snow und Charley Pride / ‘nen richtig schönen Countrysong, doch AFN ist weit.“ musikalisch gewürdigt.